# Szelecsényi Norbert
Szelecsényi Norbert (Debrecen, 1949. május 8.), zongoraművész

## Élete
A budapesti Liszt Ferenc Zeneművészet Főiskolán Zempléni Kornél tanítványa volt.
- 1965-ben a Magyar Televízió Ki mit tud? vetélkedőjén első díjat kapott.
- 1971-ben a budapesti Liszt-Bartók zongoraverseny különdíjasa
- 1972-ben a Cziffra Zongoraverseny harmadik díjasa.
- 1972 óta az Országos Filharmónia szólistája.
- 1976-ban a Weiner Leó Kamaraverseny első díjasa.

Számos európai országban hangversenyezett, magyar művek ősbemutatóin (Madarász, Ránki, Ribáry, Székely) és magyarországi ősbemutatókon (Fachinetti, Martinu, Nono, Arma) működött közre. Koncertezett a volt Szovjetunióban, Finnországban, Svédországban és Németországban. Magyarországon a kortárs zene egyik legjobb és leghitelesebb tolmácsolójának tartják.

## Hangfelvételek
- Megyeri Lajos - Sonatina - előadó: Szelecsényi Norbert
- Megyeri Lajos - Adagio - előadó: Szelecsényi Norbert
- Megyeri Lajos - Capriccio - előadó: Szelecsényi Norbert
- Megyeri Lajos - Ecloga - előadó: Szelecsényi Norbert
- Megyeri Lajos - In spring - előadó: Szelecsényi Norbert
- Megyeri Lajos - Intermezzo - előadó: Szelecsényi Norbert
- Megyeri Lajos - Miniature - 1 2 3 - előadó: Szelecsényi Norbert
- Megyeri Lajos - Miniatur-suite-1 - előadó: Szelecsényi Norbert
- Megyeri Lajos - Miniatur-suite-2 - előadó: Szelecsényi Norbert
- Megyeri Lajos - Remembrance - előadó: Szelecsényi Norbert
- Megyeri Lajos - Scherzettino - előadó: Szelecsényi Norbert
- Megyeri Lajos - Scherzo - előadó: Szelecsényi Norbert
- Megyeri Lajos - Suite - előadó: Szelecsényi Norbert
- Megyeri Lajos - Variációk - előadó: Szelecsényi Norbert